# مارک الیور اورت
مارک الیور اورت (انگلیسی: Mark Oliver Everett؛ زادهٔ ۱۰ آوریل ۱۹۶۳) یک موسیقی‌دان اهل ایالات متحده آمریکا است. وی از سال ۱۹۹۱ میلادی تاکنون مشغول فعالیت بوده‌است.